# Moruya
Moruya is een geslacht van schietmotten van de familie Hydrobiosidae.

## Soorten
- M. charadra A Neboiss, 1962
- M. opora A Neboiss, 1962
- M. tasmanica (S Jacquemart, 1965)